# Un air si pur
Un air si pur, sous-titré Le Dernier Chapitre, (Siste Kapitel) est un roman de l'écrivain norvégien Knut Hamsun paru en 1923.

## Résumé
L'histoire se déroule autour d'un sanatorium et de nombreux personnages qui sont obsédés par les apparences, dont une jeune femme qui doit absolument se marier pour sauver sa réputation. 

## Thème
Knut Hamsun peint ici l'impact de la civilisation sur les hommes. Chaque patient du sanatorium a son lot de faux-semblants et de désespoir.